# Гренландский язык
Гренла́ндский язы́к (гренландский эскимосский язык; самоназвание — Kalaallisut [kalaːɬːisʉt]) — язык гренландских эскимосов, один из эскимосско-алеутских языков. Официальный и основной язык Гренландии, родной для около 57 000 её жителей. Близок инуитским языкам Канады — к примеру, инуктитуту. Распространён по восточному, юго-западному и северо-западному побережью острова Гренландия. Язык имеет несколько диалектов, из которых литературным считается западный — калааллисут; он является официальным языком Гренландии с июня 2009 года. Другие диалекты — восточный (тунумиит) и полярный (инуктун).
До 1 июля 2009 гренландский и датский оба были официальными языками в Гренландии, однако, начиная с 1 июля 2009 года, гренландский язык стал единственным официальным языком этого автономного региона. Тем не менее большинство предметов в его единственном университете всё ещё преподаётся на датском языке.
Гренландский язык использует латинизированную письменность с начала колонизации в XVII веке; первая орфография была разработана Самуилом Клейншмидтом в 1851 году, однако через сто лет сильно отличалась от разговорного языка. Фундаментальная реформа орфографии 1973 года, упростившая обучение языку, привела к резкому повышению процента грамотного населения, и сейчас он один из самых высоких в мире, так как сто процентов гренландцев грамотны.
Гренландский является полисинтетическим языком, в котором корни и суффиксы могут добавляться к словам в большом количестве, делая их очень длинными. Стратегия кодирования глагольных актантов в этом языке — эргативная (то есть субъект непереходного глагола маркируется так же, как и объект переходного глагола, и при этом отлично от агенса (субъекта) переходного глагола). Существительные склоняются в восьми падежах и имеют притяжательную форму. Глаголы спрягаются в восьми наклонениях, согласуясь с дополнением и подлежащим в лице и числе. У существительных и глаголов имеется сложная система словообразования. Основной порядок слов в переходном предложении — подлежащее-дополнение-сказуемое. Подчинительные связи образуются с помощью особых подчинительных наклонений. Так называемое «четвёртое лицо» позволяет маркировать субъекты главного и придаточного предложения. Гренландский глагол не имеет системы грамматических времён — временны́е отношения обычно выражаются контекстуально, при помощи временны́х слов, как например «вчера», «сейчас» и подобных, либо с помощью суффиксов или аффиксов с видовыми значениями и совершаемостью разных глаголов. Некоторые лингвисты полагают, что в гренландском будущее время маркируется обязательно. Другой нерешённый вопрос — имеется ли в гренландском инкорпорация, то есть является ли процесс создания сложных предикатов с именными корнями деривационным.
При встрече с новыми концепциями или технологиями носители гренландского обычно производят новые слова из исконных корней, хотя в современном гренландском словарном составе имеется также множество датских и английских заимствований.

## История
Гренландский язык был принесён в Гренландию людьми культуры Туле в XIII веке. Неизвестно, на каких языках говорили люди существовавших до этого в Гренландии культур Саккак и Дорсет.
Первые описания гренландского относятся к XVII веку, а после прибытия на остров датских миссионеров в начале XVIII века началось составление словарей и описаний грамматики. Миссионер Пауль Эгеде создал первый словарь гренландского в 1750 году, а первую грамматику — в 1760.

Иллюстрация распространения инуитских языков в Арктике

С начала датской колонизации и до получения автономии в 1979 году гренландский испытывал постоянно возрастающее давление со стороны датского языка. В 1950-х годах языковая политика Дании была направлена на полную замену гренландского языка датским. Образование, начиная со средней школы, и официальное делопроизводство производились на датском.
После реформы письменности позиции гренландского укрепила политика «гренландизации» общества, появившаяся в связи с получением автономии в 1979 году. Теперь усилия были направлены не на маргинализацию языка, а на то, чтобы сделать его официальным языком и полноценно использовать в образовании. Из-за того, что гренландский стал единственным языком начального обучения, даже в семьях, в которых родители используют датский язык, дети растут билингвами.
До июня 2009 года гренландский и датский были официальными языками острова. С этих пор единственным официальным языком стал гренландский, что создало уникальный прецедент, когда язык коренного населения Северной Америки является единственным официальным в полунезависимой стране, но считается «уязвимым» и находится в атласе языков мира, находящихся под угрозой исчезновения ЮНЕСКО. С тех пор, как западногренландский стал преобладать и использоваться как стандарт, ЮНЕСКО стала считать остальные диалекты уязвимыми; для сохранения восточногренландского диалекта обсуждается принятие ряда мер.

## Вопросы классификации
Западный (калааллисут), северный (туле) и восточный (тунумиит) диалекты относятся к эскимосско-алеутским языкам и близкородственны инуитским языкам Канады и Аляски.
| Перевод | Калааллисут | Инуктун (туле) | Тунумиисут |
| ------- | ----------- | -------------- | ---------- |
| «люди»  | inuit       | inughuit       | iivit      |

Майкл Фортескью, лингвист-северовед, предполагает связь между уральскими, юкагирскими, чукотско-камчатскими и эскимосо-алеутскими языками в труде Language Relations Across Bering Strait (1998). Он назвал предполагаемую группу урало-сибирской.

## Лингвогеография
Общее число носителей — около 56 тысяч человек (оценка, 2006 год), из них около сорока девяти тысяч человек живут в Гренландии, около семи тысяч — в Дании за пределами Гренландии. Остальное население Гренландии (многие датчане и другие европейцы) говорит на нём как на втором языке. Для 80—85 % жителей Гренландии он является основным, для многих — единственным языком общения. Лишь около 12 % населения Гренландии (шесть с половиной тысяч человек) пользуются исключительно датским языком.
Наиболее распространённый диалект — калааллисут, являющийся официальным языком Гренландии. Северный диалект, туле, аванерсуармиутут, или инуктун, распространённый в окрестностях города Каанаак, очень близок канадскому языку инуктун. Восточный диалект, тунумиит, распространённый у острова Аммассалик и города Иллоккортоормиут, является наименее консервативным — в частности, он ассимилировал стечения согласных сильнее, чем западный диалект. Калааллисут делится на четыре наречия. Первое распространено около города Упернавик и имеет несколько общих черт с восточным диалектом, возможно, из-за мигрантов из тех мест. Второе сосредоточено в регионе Уумманнак—Кекертасууп. Стандартизированный язык основан на центральном наречии, на котором говорят в Сисимиуте, около Нуука и до Маниитсока на юге. Южное наречие распространено около Нарсака и Какортока. В таблице справа приведены отличия в произношении слова «люди» на трёх главных диалектах. Можно видеть, что инуктун наиболее консервативен: там осталось сочетание gh, которое исчезло в калааллисуте, а в тунумиисуте структура ещё сильнее упрощена выпадением /n/.
Литературный язык отличается высокой степенью стандартизации, при этом 100 % носителей гренландского языка грамотны. На нём ведутся теле- и радиопередачи, выходит оригинальная и переводная литература (профессиональная, публицистическая, художественная), периодические издания. Обучение на гренландском языке осуществляется в начальной, средней и частично в высшей школе.

## Письменность

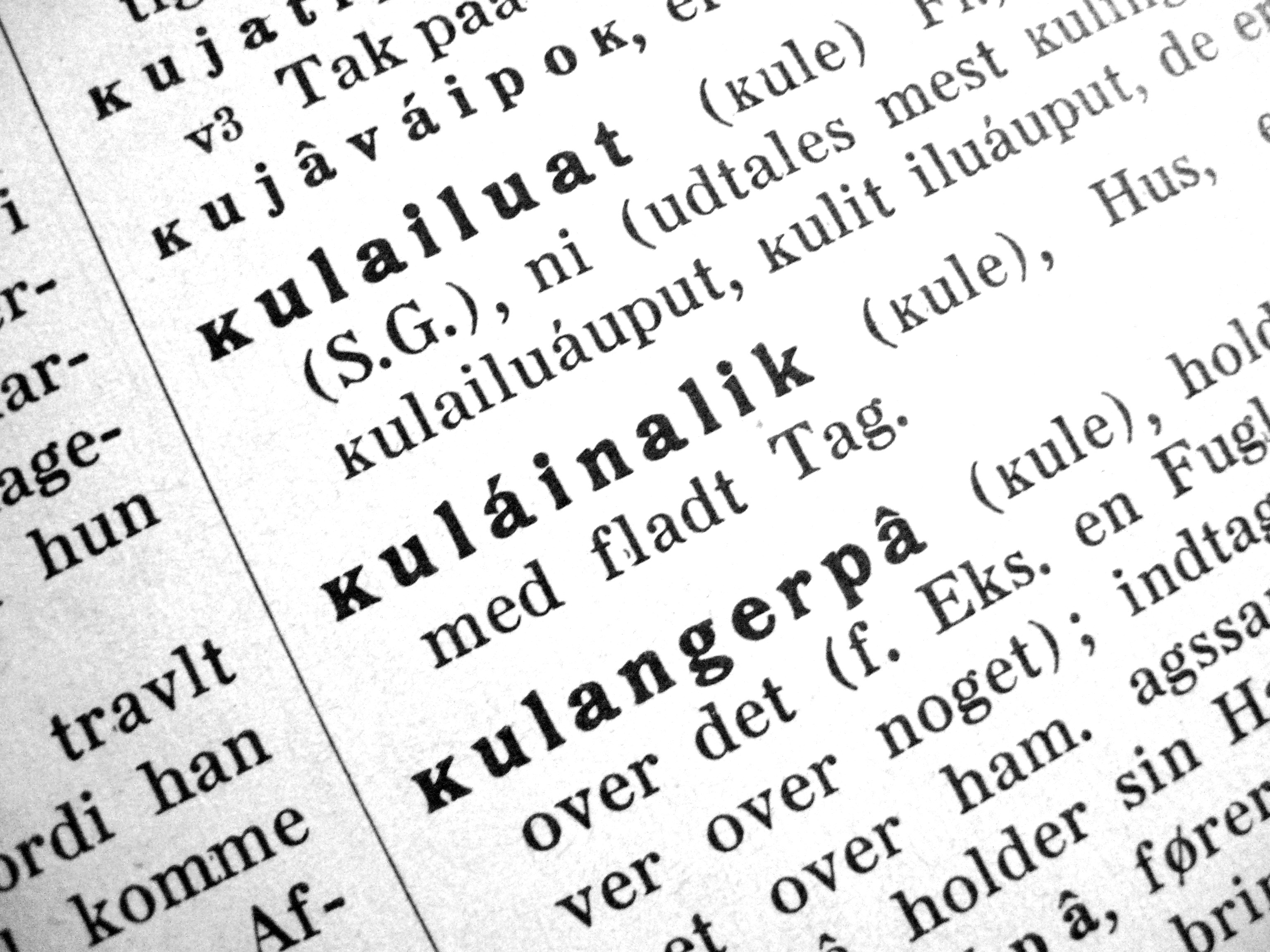
Слова на букву «кра» в гренландско-датском словаре 1926 года

В противоположность большинству эскимосо-алеутских языков Канады, основой гренландского алфавита является латиница, а не инуктитутский силлабарий.
Записанных текстов с доколониального периода Гренландии не сохранилось. Первая письменная норма гренландского была предложена датским миссионером Паулем Эгеде и зафиксирована, в частности, в изданном им в 1750 словаре; затем разрабатывалась О. Фабрициусом. Она была основана на принципах орфографии букмола, в то время как фонологические особенности гренландского языка зачастую не принимались во внимание.
Самуил Пётр Кляйншмидт исправил это, и с 1851 по 1973 годы для записи гренландского языка использовалась предложенная им орфографическая норма. От обычного латинского алфавита её отличало наличие буквы «кра» (Κʻ/ĸ), которая после реформы 1973 года была заменена на q. Удвоенные согласные и долгие гласные отображались при помощи диакритических знаков. В случае геминаты диакритический знак помещался над предшествующей гласной. Впоследствии от них отказались в пользу удвоенного написания букв — так, вместо «Kalâdlit Nunât» сейчас пишется «Kalaallit Nunaat».
Орфография Кляйншмидта построена на морфемном принципе: словообразовательный аффикс всегда пишется одинаково в любом положении, хотя произноситься он может по-разному. Реформа 1973 изменила этот принцип на фонетический: теперь изменения, обусловленные положением, отражаются на письме — из-за регулярности соответствий старой и новой орфографий имеется онлайн-конвертер, позволяющий переводить тексты между ними.
В настоящее время для записи языка используется подвид эскимосской письменности. В алфавите девятнадцать букв:
Aa, Ee, Ff, Gg, Hh, Ii, Jj, Kk, Ll, Mm, Nn, Oo, Pp, Qq, Rr, Ss, Tt, Uu, Vv.
Буква h встречается лишь в междометиях. В заимствованных словах и собственных именах также используются буквы Bb, Cc, Dd, Ww, Xx, Yy, Zz, Ææ, Øø и Åå.

## Лингвистическая характеристика
Гренландский язык, как и все эскимосские языки, относится к агглютинативным синтетическим, суффиксальным. Словообразование и словоизменение имеют в целом агглютинативный характер: стандартные суффиксы присоединяются без изменений (или со стандартными изменениями) к основам. Основные отличия гренландского языка от языков юпикской группы эскимосских языков в области фонологии:
- наличие увулярного звука N, допустимость сочетаний гласных (ia, iu, ua, ui и др.), широкое распространение ассимиляции согласных (k + t > tt, k + s > ss, k + m > mm и т. п.);
- в области грамматики: наличие пассива, аблатива, отсутствие двойственного числа, как в имени, так и в глаголе;
- в области лексики: большое количество заимствований из датского языка.

### Фонетика и фонология

#### Гласные
Гренландский имеет систему гласных, типичную для языков эскимосо-алеутской семьи: это три гласных звука — /i/, /u/ и /a/, претерпевающие позиционные изменения как под влиянием последующих, так и под влиянием предшествующих согласных. Ламино-альвеолярные согласные провоцируют более закрытые аллофоны, увулярные — более открытые. Имеется тенденция произносить короткие закрытые гласные между глухими согласными в открытых слогах, в особенности /ti/: например, в tikittuq [tịkittɔq]. Перед увулярными согласными ([q] и [ʁ]) звук /i/ реализуется как [e] или [ɛ], а /u/ — как [o] или [ɔ]. В современной орфографии это отражается записью /i/ и /u/ как ⟨e⟩ и ⟨o⟩ перед ⟨q⟩ и ⟨r⟩.
/ui/ «муж» произносится [ui].
/uiqarpuq/ «У неё есть муж» произносится [ueqaʁpɔq] и пишется ⟨ueqarpoq⟩.
/illu/ «дом» произносится [iɬːu].
/illuqarpuq/ «У него есть дом» произносится [iɬːoqaʁpɔq] и пишется ⟨illoqarpoq⟩.
Удвоенные гласные произносятся как двухморные, вследствие чего долгота не считается дистрибутивным признаком, а удвоенные гласные интерпретируются как последовательность звуков, а не как один долгий звук.
В языке существует только один дифтонг — /ai/, встречающийся только в конце слова.

#### Согласные
В гренландском пять мест артикуляции; не существует оппозиции по глухости-звонкости. Фрикативные противопоставлены смычным. Альвеолярный смычный [t] произносится как фрикативный [t͡s] перед /i/. Слова, заимствованные из датского, записываются с использованием звонких смычных ‹b d g›, но произносятся аналогично /p t k/, например: ‹Guuti› «Gud» (датск. «Бог») — [kuːtˢi]. В современном датском языке наблюдается аналогичное явление — оглушение звонких смычных.
Ранее существовавший палатальный сибилянт [ʃ] слился с [s] почти во всех диалектах и встречается в нескольких оставшихся наиболее архаичных диалектах, но не в стандартном варианте. Губно-зубной фрикатив [f] встречается только после r, в виде удвоенной глухой ff, и в заимствованиях; при этом ⟨ff⟩ — единственный способ записи глухого удвоенного /vv/.
|             | Лабиальные | Альвеолярные           | Палатальные | Велярные   | Увулярные  |
| ----------- | ---------- | ---------------------- | ----------- | ---------- | ---------- |
| Смычные     | /p/ — <p>  | /t/ — <t>              |             | /k/ — <k>  | /q/ — <q>  |
| Фрикативные | /v/ — <v>  | /s/ — <s>              | (/ʃ/)       | /ɣ/ — <g>  | /ʁ/ — <r>  |
| Носовые     | /m/ — <m>  | /n/ — <n>              |             | /ŋ/ — <ng> | /ɴ/ — <rn> |
| Плавные     |            | /l/ — <l> ~ [ɬ] — <ll> |             |            |            |
| Полугласный |            |                        | /j/ — <j>   |            |            |

#### Просодия
Силовое ударение в гренландском не смыслоразличительно; просодия определяется параметрами тона и долготы. Интонация определяется весом слога (тяжёлыми слогами считаются слоги с долгими гласными и слоги, находящиеся перед стечением согласных, они произносятся как ударные). Последний слог ударяется в словах, где меньше четырёх слогов и нет долгих гласных и стечений согласных. Третий с конца слог ударяется в словах с большим, чем четыре, количеством согласных, не содержащих тяжёлых слогов. В словах с большим количеством тяжёлых слогов слоги с долгими гласными считаются более тяжёлыми, чем слоги, идущие перед стечением согласных.
Удвоенные согласные произносятся долго, почти вдвое дольше, чем одинарные.
Интонация в изъявительных предложениях обычно идёт вверх на третьем с конца слоге, затем падает и поднимается на последнем. В вопросительных интонация поднимается на предпоследнем и падает на последнем слоге.

#### Морфонология
Гренландский отличается от других языков эскимосо-алеутской семьи наличием ассимиляций. В первую очередь, ассимиляции касаются групп согласных: не допускается стечение разных согласных (за исключением сочетаний с /r/). Ассимиляции регрессивные, полученные в результате геминаты, произносятся следующим образом: /tt/ — [ts]; /ll/ — [ɬː]; /ɡɡ/ — [çː]; /ʁʁ/ — [χː]; /vv/ — [fː]. Звук /v/ произносится и пишется как [f] после /r/.
Эти ассимиляции приводят к тому, что одно из самых узнаваемых инуитских слов, iglu («дом»), произносится как illu в гренландском — кластер /ɡl/ здесь ассимилирован в глухой латеральный аффрикат. Само слово «инуктитут» на калааллисуте превращается в «инуттут». Старогренландский дифтонг /au/ ассимилировался в /aa/.
Согласный звук /v/ исчез между /u/ и /i/ или /a/. То есть аффиксы, начинавшиеся с -va или -vi, имеют особую форму без [v] при добавлении к основам, оканчивающимся на /u/.
Гласный /i/ в современном гренландском является результатом слияния праэскимосско-алеутских гласных *i и *ɪ. Четвёртый гласный звук ещё присутствовал в старогренландском, по данным Ханса Эдеге. В современном западном диалекте разница между двумя исконными звуками видна в определённых ситуациях: гласный, произошедший из звука *ɪ, имеет вариант [a] в положении перед другим гласным звуком; иногда он исчезает перед определёнными суффиксами. Возможно, что эти две разновидности (i и ɪ) до сих пор существуют в гренландском, но неясно, есть ли минимальные пары с этими звуками.
Степень ассимиляции является важной диалектной характеристикой, отличающей полярный диалект, инуктун, в котором допустимы некоторые неудвоенные стечения согласных. В восточном диалекте некоторые удвоенные согласные претерпели дальнейшие изменения (например, [ɬː] → [tː]). В тунумиисуте название города Иллоккортоормиут произносится как «Иттоккотоормиит».

#### Структура слога
Структура слога простая: (C)(V)V(C), где С — согласный, V — гласный, VV — удвоенный гласный. Исконные слова могут начинаться только с гласного или /p, t, k, q, s, m, n/; заканчиваться могут на /p, t, k, q/, редко на /n/. Стечения согласных образуются только на границах слогов и их произношение регулируется регрессивной ассимиляцией, превращающей их в геминаты. Все неносовые согласные при стечении произносятся глухо.

### Тип маркирования
В именной группе гренландский демонстрирует зависимостное маркирование:
| Juulu-m-una qimmi-a                                   |
| Juulut(имя собственное)-ERG-DEM собака-Abs.Sg.3SgPoss |
| «Это собака Юлута»                                    |

В предикации зависимостное маркирование сочетается с вершинным: сведения об участниках ситуации кодируются в глаголе, но при этом их роли также выражены падежами.
| miiraq irniinnaq sini-li-ssa-nirar-paa                                                    |
| ребёнок. ABS скоро спать-начать-в будущем-говорить, что-interrogative-3s.3s.interrogative |
| «Он сказал, что ребёнок скоро заснёт»                                                     |

#### Тип ролевой кодировки
В гренландском традиционно эргативная ролевая кодировка. В последнее время под влиянием датского языка стали прослеживаться примеры аккузативной стратегии, но этот процесс ещё не повлек за собой коренных изменений в грамматике.
| Angut sinippoq            |
| мужчина. ABS спать-3p/IND |
| «Мужчина спит»            |

| Angut-ip asa-vaa         |
| мужчина-ERG любить-3p/3p |
| «Мужчина любит её»       |

| Arnaq asa-vaa             |
| женщина. ABS любить-3p/3p |
| «Он любит женщину»        |

### Морфология

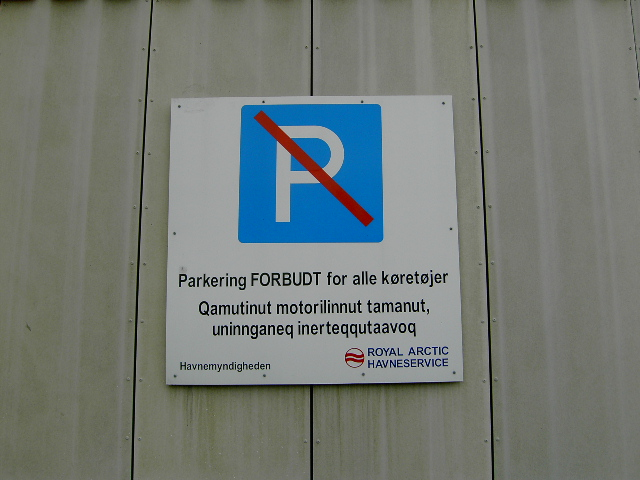
Двуязычный знак в Нууке. Надпись гласит: «Парковка запрещена для всех видов транспорта»

Морфология гренландского языка — полисинтетическая, исключительно суффиксальная, за исключением единственного сильно ограниченного в использовании указательного префикса. 
В гренландском языке создаются очень длинные слова, что показывает его крайнюю полисинтетичность и происходит путём добавления последовательностей суффиксов к основе, например, слово nalunaarasuartaatilioqateeraliorfinnialikkersaatiginialikkersaatilillaranatagoorunarsuarooq (91 буква), означающее «они снова попытались построить огромную радиостанцию, но лишь на чертёжной доске». Принципиального ограничения на длину слов в гренландском нет, однако, как правило, в слове встречается не более чем двенадцать деривационных суффиксов. Среднее же число морфем в слове — от трёх до пяти. В гренландском языке есть более пяти сотен деривационных суффиксов и около 318 различных флексий.
Сложных слов мало, но сильно развито словообразование. Грамматически используется смесь вершинного и зависимостного маркирования; и агенс, и пациенс маркируются. Посессив маркируется на существительном, а зависимая именная группа имеет падежное окончание.
Восемь наклонений гренландского — изъявительное, повелительное, желательное, неперфектное и перфектное сослагательное; восемь падежей — абсолютив, эргатив, экватив, инструменталис, локатив, аллатив, аблатив и пролатив.
Примеры ниже приведены в стандартной орфографии за исключением того, что границы морфем разделены дефисами.

#### Имя
У существительных различаются два числа (единственное и множественное) и 8 падежей: абсолютив, эргатив, инструментальный, аллатив, локатив, пролатив и экватив (сравнительный падеж). Падеж и число маркируются одним и тем же суффиксом. Существительные могут быть образованы от глаголов или других существительных с помощью суффиксов. К примеру, atuar «читать» + -fik «место» → atuarfik «школа»; atuarfik + -tsialak «нечто хорошее» → atuarfitsialak «хорошая школа».
Из-за того, что принадлежность согласуется суффиксально на существительных, а переходность — на глаголах, и эти суффиксы совпадают в некоторых случаях, возникла теория, согласно которой в гренландском есть контраст между переходными и непереходными существительными. К примеру, суффикс -aa означает «его/её [владение]» при присоединении к существительному, но «[что-либо, например, видеть] его/её» при присоединении к глаголу. Аналогично суффикс -ra означает либо «моё», либо «меня».

##### Падеж и склонение
Различаются пять групп склонения:
1. на гласную (всегда слабое),
2. на -k (почти всегда сильное),
3. на -ak (почти всегда сильное),
4. на -q (почти всегда слабое),
5. на -t (всегда слабое).

Слабое и сильное склонения различаются:
1. окончанием эргатива ед. ч. -up в сильном (-ap в III скл.) и -p в слабом склонении,
2. ассимиляцией последней согласной основы в шести косвенных падежах в сильном и выбрасыванием её в слабом склонении.

| падеж            | ед.ч.       | мн.ч.  |
| ---------------- | ----------- | ------ |
| Абсолютив        | -q/-t/-k/-Ø | -(i)t  |
| Эргатив          | -(u)p       | -(i)t  |
| Инструментальный | -mik        | -nik   |
| Аллатив          | -mut        | -nut   |
| Локатив          | -mi         | -ni    |
| Аблатив          | -mit        | -nit   |
| Просекутив       | -kkut       | -tigut |
| Экватив          | -tut        | -tut   |

Angu-t neri-voq «Мужчина ест»;
мужчина-ABS есть-3p
Angu-tip puisi neri-vaa «Мужчина ест тюленя».
мужчина-ERG тюлень-ABS есть-3p/3p
Творительный падеж используется разносторонне: для инструмента, которым производится действие; для косвенных дополнений непереходных глаголов (так называемый антипассив) и для второстепенных объектов переходных глаголов:
Nano-q savim-mi-nik kapi-vaa «Он зарезал медведя ножом»;
медведь-ABS нож-собственный-INSTR бить-3p/3p
Kaffimik tor-tar-poq «Она обычно пьёт кофе»;
кофе-INSTR пить-обычно-3p
Piitaq savim-mik tuni-vara «Я дал(а) Питеру нож».
Питер-ABS нож-INSTR дать-I/3p
Также используется для передачи значения «дай мне» и для создания наречий из глаголов:
Imer-mik! «[Дай мне] воды!»;
вода-INSTR
Sivisuu-mik sinip-poq «Он долго спал».
поздно-INSTR спать-3p
Аллативный падеж употребляется для обозначения движения к чему-либо:
illu-mut «к дому».
Он также используется с числительными и вопросительным словом qassit для выражения времени и значения «количество на единицу»:
Qassi-nut? — Pingasu-nut. «Когда?» — «В три часа»;
когда-ALL три-ALL
Kiilu-mut tivi krone-qar-poq «Это стоит 20 крон за килограмм».
килограмм-ALL 20 крона-иметь-3p
Локатив обозначает местоположение в пространстве:
illu-mi «в доме».
Аблатив обозначает движение от чего-либо или от источника чего-либо:
Rasmussi-mit allagarsi-voq «Он получил письмо от Расмуса»;
Расмус-ABL получить.письмо-3p
tuttu-mit nassuk «олений рог».
олень-ABL рог
Продольный падеж описывает движение сквозь что-либо, а также место на теле. Кроме того, он же применяется при описании группы людей, принадлежащей существительному, стоящему в этом падеже:
Matu-kkut iser-poq «Он вошёл через дверь»;
дверь-PROS входить-3p
Su-kkut tillup-paatit? «Куда он тебя ударил?».
где-PROS ударять-3p/YOU
Palasi-kkut «Священник и его семья».
священник-PROS
Эквативный падеж употребляется для обозначения одинаковости способа или качества. Кроме того, с его помощью от названий народов создаются названия языков (как говорит человек такой-то национальности):
Nakorsatut suli-sar-poq «Он работает доктором»;
доктор-EQU работать-HAB-3p
Qallunaa-tut «датский язык».
датчанин-EQU
При склонении может происходить геминация (удвоение) по следующим правилам:
1. все слова слабого склонения на -k геминируют, но большинство из слов на -k — сильного склонения;
2. все слова, оканчивающиеся на -gaq, -raq, -utaq и -seq, геминируют;
3. все слова слабого склонения на -q и -k теряют эту согласную везде, кроме абсолютива ед. ч.;
4. геминация может происходить, только если последняя согласная собственно основы (т. е. перед выпавшими -q и -k) — одиночная (<ng> считается за одну);
5. геминации не происходит, если окончание начинается на гласный или на r;
6. буквы m, n, ng, q, t, l удваиваются; буквы g, r, s, j становятся kk, qq, ts, ss/ts, соответственно.

Примеры:
- aalisagaq «рыба» > aalisakkat «рыбы»;
- meeraq «ребёнок» > meeqqat «дети»;
- ilaqutaq «член семьи» > ilaquttat «члены семьи»;
- taseq «озеро» > tatsit «озёра»,
- Kalaaleq «гренландец» > Kalaallit «гренландцы».

#### Принадлежность
В гренландском зависимостное маркирование посессива. Существительное отражает лицо и число посессора, а сам посессор стоит при этом в эргативе. Для каждого падежа существуют свои показатели посессива, например:
| Посессор     | Ед.ч    | Мн.ч. |
| ------------ | ------- | ----- |
| 1 л., ед. ч. | -ra     | -kka  |
| 2 л., ед. ч. | -t      | -t    |
| 3 л., ед. ч. | -a      | -a    |
| 4 л., ед. ч. | +ni     | +ni   |
| 1л., мн. ч.  | +(r)put | -vut  |
| 2 л., мн. ч. | +(r)si  | -si   |
| 3 л., мн. ч. | -at     | -i    |
| 4 л., мн. ч. | +(r)tik | -tik  |

| Посессор      | Единственное число   | Множественное число   |
| ------------- | -------------------- | --------------------- |
| 1-е л. ед. ч. | illora — «мой дом»   | illukka — «мои дома»  |
| 2-е л. ед. ч. | illut — «твой дом»   | illutit — «твои дома» |
| 3-е л. ед. ч. | illua — «его дом»    | illui — «его дома»    |
| 4-е л. ед. ч. | illuni — «его дом»   | illuni — «его дома»   |
| 1-е л. мн. ч. | illorput — «наш дом» | illuvut — «наши дома» |
| 2-е л. мн. ч. | illorsi — «ваш дом»  | illusi — «ваши дома»  |
| 3-е л. мн. ч. | illuat — «их дом»    | illui — «их дома»     |
| 4-е л. мн. ч. | illortik — «их дом»  | illutik — «их дома»   |

Qila-p illu-a «Дом Килы»;
Кила-ERG дом-3p/POSS
Qila-p illu-ni taku-aa «Кила видит свой дом»;
Кила-ERG дом-4p/POSS see-3p/3p
Qila-p illu-a taku-aa «Кила видит его дом».
Кила-ERG дом-3p/POSS see-3p/3p
При этом может произойти фузия суффикса посессива с основой, если последняя заканчивается на -i, а суффикс начинается на гласную:
ini («комната») + -a = inaa («его комната»).
Прилагательные в гренладском языке, как правило, не выделяются в особую часть речи, так как прилагательные, близкие по своему значению к стативным глаголам (miki «маленький»; angi «большой»), по своим свойствам никак не отличаются от остальных глаголов, а близкие к существительным вербализируются с помощью специального аффикса и также занимают позицию предиката.

#### Глагол
Морфология гренландского глагола очень сложна. Обязательно выражаются наклонение, залог, лицо и число, причём глагол согласуется и с агенсом, и с пациенсом. Инфинитива нет, словарная форма — третье лицо единственного числа изъявительного наклонения. С помощью деривационных суффиксов в глагол инкорпорируются значения, присущие наречиям в русском, число таких суффиксов в гренландском очень велико. Время и аспект при необходимости выражаются специальными суффиксами, помещаемыми между деривационными суффиксами и флексией. Многие деривационные суффиксы настолько характерны, что выделяются в отдельную морфему — postbase, особенно в американской традиции. Семантически нагруженные суффиксы могут выражать значения «быть», «говорить», «думать», «обладать».
Таким образом, гренландский глагол имеет следующую структуру: корень + (деривационный суффикс) + (показатели времени и вида) + показатель наклонения и залога + личное окончание.
| Nere-reer-pu-gut      |
| есть-уже-INDIC-1.plur |
| «Мы уже поели»        |

Существует четыре независимых наклонения: повелительное, желательное, вопросительное и изъявительное. В зависимой предикации употребляются другие наклонения: сослагательное, условное, субъектно- и объектно-партиципиальное. Глагол имеет переходное, непереходное и отрицательное склонение, в результате чего каждый из восьми суффиксов вида имеет три формы. Помимо этого переходные суффиксы сразу кодируют и агенс, и пациенс в единственной морфеме, в результате чего для покрытия всех возможных комбинаций агенса и пациенса в каждой из восьми переходных парадигм суффиксов требуется 48 штук. Так как в некоторых наклонениях отсутствуют формы для некоторых лиц (повелительное имеет только второе лицо, желательное — 1-е и 3-е), общее число суффиксов — около 318.

##### Изъявительное и вопросительное наклонения
Изъявительное наклонение используется во всех независимых простых клаузах. Вопросительное наклонение применяется в вопросах. При этом вопросы с вопросительным словом «иммака» (immaqa) в вопросительное наклонение не ставятся:
Napparsima-vit? «Ты болен?» (вопросительное наклонение);
быть.больной-YOU/INTERR
Naamik, napparsima-nngila-nga. «Нет, я не болен» (изъявительное наклонение)».
нет, быть.больной-NEG-I/IND
Таблица «Изъявительное и вопросительное непереходное наклонения» показывает склонение глагола neri «есть» в лице и числе с пациенсом в двух наклонениях (вопросительные знаки означают изменение интонации: в вопросительных предложениях последний слог произносится ниже остальных, в отличие от европейских языков, где вопросительная интонация — повышающаяся). У обоих этих наклонений есть переходное и непереходное склонение, однако здесь приведено только второе. Имеется чередование согласных, подобное финскому, в 3-м лице множественного числа v превращается в pp (и аналогично в отрицании - l в отрицательном суффиксе превращается в ll). Существуют два спряжения: на -v и на -p, различающиеся только этим началом окончания: nerivoq «он ест» против iserpoq «он приходит», и это различие выдерживается во всех восьми наклонениях. При этом в p-спряжении в 3-м лице множественного числа пишется и произносится «p».
Отрицание в утвердительном предложении получается так:
1. берётся суффикс спряжения вместе с последующей гласной;
2. всё это заменяется на -nngila-.

Вопрос к отрицанию различается только отсутствием -q в 3 л. ед. ч.
| изъявительное наклонение   | отрицательное спряжение           | вопросительное наклонение   |
| -------------------------- | --------------------------------- | --------------------------- |
| Nerivunga — «Я ем»         | Nerinngilanga — «Я не ем»         | Nerivunga? — «Я ем?»        |
| Nerivutit — «Ты ешь»       | Nerinngilatit — «Ты не ешь»       | Nerivit? — «Ты ешь?»        |
| Nerivoq — «Он/она/оно ест» | Nerinngilaq — «Он/она/оно не ест» | Neriva? — «Он/она/оно ест?» |
| Nerivugut — «Мы едим»      | Nerinngilagut — «Мы не едим»      | Nerivugut? — «Мы едим?»     |
| Nerivusi — «Вы едите»      | Nerinngilasi — «Вы не едите»      | Nerivisi? — «Вы едите?»     |
| Neripput — «Они едят»      | Nerinngillat — «Они не едят»      | Nerippat? — «Они едят?»     |

В таблице «Переходное изъявительное наклонение» можно ознакомиться с соответствующим склонением глагола asa «любить»; звёздочка означает, что эта форма не встречается и требует другого, рефлексивного склонения (здесь не приведены формы 3 л. — 4 л. и 4 л. — 3 л., форма с двумя четвёртыми лицами невозможна).
| субъект 1-го лица ед. ч.   | субъект 2-го лица ед. ч.      | субъект 3-го лица ед. ч.             | субъект 4-го лица ед. ч.            | субъект 1-го лица мн. ч.      | субъект 2-го лица мн. ч.      | субъект 3-го лица мн. ч.     | субъект 4-го лица мн. ч.       |
| -------------------------- | ----------------------------- | ------------------------------------ | ----------------------------------- | ----------------------------- | ----------------------------- | ---------------------------- | ------------------------------ |
| *                          | Asavarma — «Ты меня любишь»   | Asavaanga — «Он/она/оно меня любит»  |                                     | *                             |                               |                              |                                |
| Asavakkit — «Я люблю тебя» | *                             | Asavaatit — «Он/она/оно тебя любит»  |                                     |                               | *                             |                              |                                |
| Asavara — «Я люблю его/её» | Asavat — «Ты любишь его/её»   | Asavaa — «Он/она/оно любит его/её»   | Asavani — «Он/она/оно любит его/её» | Asavarput — «Мы любим его/её» | Asavarsi — «Вы любите его/её» | Asavaat — «Они любят его/её» | Asavartik — «Они любят его/её» |
| *                          | Asavatsigut — «Ты любишь нас» | Asavaatigut — «Он/она/оно любит нас» |                                     | *                             |                               |                              |                                |
| Asavassi — «Я люблю вас»   | *                             | Asavaasi — «Он/она/оно любит вас»    |                                     |                               | *                             |                              |                                |
| Asavakka — «Я люблю их»    | Asavatit — «Ты любишь их»     | Asavai — «Он/она/оно любит их»       | Asavani — «Он/она/оно любит их»     | Asavavut — «Мы любим их»      | Asavasi — «Вы любите их»      | Asavaat — «Они любят их»     | Asavatik — «Они любят их»      |

Сведения об агенсе и пациенсе (лицо и число) кодируются во флексии:
| Inuit                        | nanoq           | taku-a-at                  |
| Люди-REL                     | «белый медведь» | видеть-INDIC-3.plur.3.sing |
| «Люди видели белого медведя» |                 |                            |

##### Повелительное и желательное наклонение
Повелительное наклонение используется для приказов, оно всегда направлено на второе лицо. Желательное наклонение выражает желания и никогда не используется со вторым лицом. Для запретов используется отрицательное повелительное наклонение. У обоих наклонений есть переходное и непереходное склонения. Имеется две парадигмы утвердительного повелительного склонения: нейтральная и грубая, использующаяся в разговоре с детьми:
Sini-git! «Спи!»;
спать-IMP
Sini-llanga! «Дай мне поспать!»;
спать-1p.OPT
Sini-nnak! «Не спи!».
спать-NEG.IMP
Таблица окончаний:
| v-спряжение nerivoq   | p-спряжение iserpoq    |
| --------------------- | ---------------------- |
| Nerigit! — «Ешь!»     | Iserit! — «Войди!»     |
| Nerigitsi! — «Ешьте!» | Iseritsi! — «Войдите!» |

##### Условное наклонение
Условное наклонение используется для создания придаточных предложений со значениями «если» и «когда»:
seqinner-pat Eva ani-ssaa-q «Если Солнце будет светить, то Эва выйдет на улицу».
солнечный.свет-COND Эва выходить.наружу-ожидание/3p

##### Причинностное наклонение
Причинностное наклонение используется в придаточных предложениях со значением «потому что», «с тех пор, как» и «когда»; иногда также в значении «что». Кроме того, в главном предложении причинностное наклонение может употребляться при подразумевании некой скрытой причины:
Qasu-gami innar-poq «Он пошёл спать, так как устал»;
быть.уставший-CAU/3p идти.спать-3p
Matta-ttor-ama «Я поел жира (поэтому я не голоден)»;
жир-есть-CAU/I
Ani-guit eqqaama-ssa-vat teriannia-qar-mat «Если ты будешь выходить на улицу, помни, что там лисы».
выходить-COND/YOU помнить-будущее-IMP лисы-есть-CAUS

##### Контемпоративное наклонение
Контемпоративное наклонение употребляется в придаточных предложениях для вложения смысла одновременности. Оно используется только в том случае, если субъект придаточного и главного предложения одинаковы. Если они отличаются, используется партиципное или причинностное наклонение. Кроме того, контемпоративное наклонение используется для изъяснительных придаточных с глаголами со значением «говорить» или «думать»:
Qasu-llunga angerlar-punga «Будучи уставшим, я пошёл домой»;
быть.уставшим-CONT/I идти.домой-I
98-inik ukio-qar-luni toqu-voq «Будучи 98 лет, он/она/оно умерл(ла)»;
98-INSTR/PL год-иметь-CONT/4p умирать-3p
Eva oqar-poq kami-it akiler-lugit «Эва сказала, что заплатила за обувь».
Эва говорить-3p обувь-PL платить-CONT/3p

##### Партиципальное наклонение
Партиципальное наклонение используется для создания подчинённых предложений, в которых субъект выполняет какое-либо действие. Оно используется, когда матричная клауза (matrix clause) и придаточное предложение имеют разные субъекты. Часто используется в соположенных фразах, к примеру, относительных придаточных предложениях:
Atuar-toq taku-ara «Я видел(а) её читающей», «Я видел(а), что она читает»;
читать-PART/3p смотреть-I/3p
Neriu-ppunga tiki-ssa-soq «Я надеюсь, что он придёт».
надеяться-I приходить-ожидать-PART/3p

##### Словообразование
Глагольное словообразование крайне продуктивно, у глагола может быть несколько суффиксов, что приводит к образованию очень длинных слов. Ниже приведено несколько примеров того, как суффиксы могут менять значение слова.
-katap «устать»:
Taku-katap-para  «Я устал(а) видеть это/его/её»;
смотреть-устать-I/3p
-ler «начинать что-то/вот-вот сделать что-то»:
Neri-ler-pugut «Мы сейчас будем есть»;
есть-начинать-WE
-llaqqip «уметь что-либо/хорошо делать что-либо»:
Erinar-su-llaqqip-poq «Она хорошо поёт»;
петь-HAB-умело-3p
-niar «собирается/хочет»:
Aallar-niar-poq «Он собирается путешествовать»;
путешествовать-собираться-3p
Angerlar-niar-aluar-punga «И всё же я собирался пойти домой»;
идти.домой-собираться-всё.же-I
-ngajappoq «почти»:
Sini-ngajap-punga «Я почти заснул»;
спать-почти-I
-nikuu-nngila «никогда не»:
Taku-nikuu-nngila-ra «Я никогда не видел это»;
видеть-никогда-NEG-I/3p
-nnitsoor «не сделать чего-либо в итоге»:
Tiki-nngitsoor-poq «Он так и не пришёл».
приходить-не.сделать.в.итоге-3p

##### Указание времени и вида
В гренландском имеются способы морфологического маркирования, к примеру, недавнего прошлого, в отличие от далёкого, однако их использование не обязательно, поэтому их следует считать частью словообразовательной системы, а не маркерами времени. Фиксированная временная отдалённость выражается наречными суффиксами:
Toqo-riikatap-poq «Он умер давно»;
умирать-давно-3p/IND
Nere-qqammer-punga «Я недавно поел(а)»;
есть-недавно-I/IND
Ippassaq Piitaq arpap-poq «Вчера Питер бегал».
вчера Питер-ABS бежать-3p/IND
В отсутствие наречных временных суффиксов совершенность или несовершенность изъявительного наклонения глагола интерпретируется по совершаемости глагола:
Piitaq arpap-poq «Питер бежит»;
Питер-ABS бежать-3p/IND
Piitaq ani-voq «Питер вышел».
Питер-ABS выходить-3p/IND
Однако если предложение, содержащее непредельную глагольную группу, находится в контексте прошедшего времени, то она будет интерпретирована в нём же.
В гренландском языке имеется несколько способов выражения вида и совершаемости морфемами, к примеру, sar, выражающая привычность, обычность; ssaar, означающая «прекращать что-либо делать». Помимо этого, имеется как минимум два основных маркера перфектности: sima и nikuu. Первый может находиться в нескольких позициях и иметь очевидно разные функции. Крайняя правая позиция такой морфемы означает очевидность, однако это видно лишь в присутствии нескольких суффиксов:
Tiki(t)-nikuu-sima-voq «Судя по всему, она пришла».
приходить-NIKUU-SIMA-3p/INT
Непредельные глаголы отличаются непрямой эвиденциальностью, маркируемой морфемой sima, и прямой, маркируемой морфемой nikuu. Из-за эвиденциального значения сочетание первого лица и sima иногда маркируется:
Qia-sima-voq «Он плакал (У него заплаканные глаза)»;
плакать-SIMA-3p/IND
Qia-nikuu-voq «Он плакал (я видел(а))».
плакать-NIKUU-3p/IND
В письменном языке и в речи молодёжи sima и nikuu могут использоваться вместе с наречными суффиксами для обозначения точного времени в прошлом. То есть они могут маркировать время, но пока не систематически.
Будущее время также не маркируется; для выражения значения будущности используется три стратегии.
- Суффиксы, выражающие когнитивное состояние, направленное на будущие действия:

Ilimaga-ara aasaq manna Dudley qujanar-tor-si-ffigi-ssa-llugu «Я собираюсь повеселиться с Дадли этим летом».
ожидать-I/3p/IND лето это Дадли быть.весёлым-cn-получать.от-ожидать-CONTEMPORATIVE/3p
- Начинательные суффиксы, благодаря которым предельные глаголы в изъявитльном наклонении могут нести значение уже начавшихся действий:

Aggiuti-ler-para «Я начал(а) приносить это».
приносить-начинать-I/3p/IND
- Наклонения, маркирующие глагол значением пожелания или просьбы[65]:

Qimmi-t nirukkar-niar-nigik «Позволь нам покормить собак, пожалуйста».
собака-PL кормить-пожалуйста-мы/их/IMP
Некоторые учёные утверждают, что в гренландском имеется различение будущего и небудущего времени, в частности, суффикс -ssa и другие называют обязательными маркерами будущего времени. Однако в литературном языке они имеют и отличные от описанных семантические оттенки

##### Инкорпорирование существительных
В гренландоведении идут споры относительно наличия в этом языке инкорпорации существительных. Это связано с тем, что в гренландском нет обычного для других языков вида инкорпорации, при котором корень существительного можно инкорпорировать почти в любой глагол, чтобы получить глагол с другим значением. С другой стороны, многие глаголы в гренландском содержат корни существительных. Суть спора заключается в том, нужно ли считать такие глаголы инкорпорирующими или отымёнными. В гренландском языке имеется некоторое количество морфем, присоединяющихся к корню существительного и образующих фразовые глаголы; их значение близко к значению подобных глаголов с инкорпорированием.
Лингвисты, считающие, что в гренландском языке есть инкорпорация существительных, утверждают, что те корни являются по факту глагольными, и они обязательно инкорпорируют существительных для создания клауз. Этот аргумент подтверждается тем фактом, что многие словообразовательные морфемы, образующие фразовые глаголы, ведут себя почти как при канонической инкорпорирации. Они встречаются в словах, чей семантический компонент соответствует целой клаузе английского языка с глаголом, субъектом и объектом. Другой аргумент — эти морфемы пришли из архаичных конструкций с инкорпорированными существительными.
Другие лингвисты утверждают, что обсуждаемые морфемы являются обычными словообразовательными, образующими фразовые глаголы. Эта точка зрения подтверждается тем фактом, что данные морфемы не могут употребляться без корня существительного. Примеры ниже иллюстрируют формирование сложных предикатов, включающих именные корни:
qimmeq — «собака» + -qar = «иметь» (+ -poq «3p»):
Qimme-qar-poq «У неё/него есть собака»;
illu «дом» + -'lior = «делать»:
Illu-lior-poq «Он(а) строит дом»;
kaffi «кофе» + -sor = «пить/есть»:
Kaffi-sor-poq «Он(а) пьёт кофе»
puisi — «тюлень» + -nniar = «охотиться»:
Puisi-nniar-poq «Он(а) охотится на тюленя»;
allagaq «письмо» + -si = «получать»:
Allagar-si-voq «Она получила письмо»;
anaana «мать» + -a = «быть»:
Anaana-a-voq «Она — мать».

#### Числительные
Для чисел свыше 12 чаще всего используются датские числительные. Система числительных в гренландском языке смешанная пятеричная-двадцатеричная.
0 — noor'lu;
1 — ataaseq;
2 — marluk;
3 — pingasut;
4 — sisamat;
5 — tallimat;
6 — arfinillit;
7 — arfineq-marluk;
8 — arfineq-pingasut;
9 — qulingiluat;
10 — qulit;
11 — aqqanillit;
12 — aqqaneq-marluk;
13 — aqqaneq-pingasut;
14 — aqqaneq-sisamat;
15 — aqqaneq-tallimat;
16 — arfersanillit;
17 — arfersaneq-marluk;
18 — arfersaneq-pingasut;
19 — arfersaneq-sisamat;
20 — marlunnik-qulillit/inuk naallugu";
21 — inuk naallugu ataaseq;
100 — untriti.

## Синтаксис
В гренландском три части речи: существительные, глаголы и частицы. Частицы не изменяются.
|       | Глагол                | Существительное | Частица      |
| ----- | --------------------- | --------------- | ------------ |
| Слово | Oqar-poq «Он говорит» | Angut «мужчина» | Naamik «нет» |
| Gloss | говорить-3p/IND.      | мужчина. ABS    | No           |

В предложении обязателен глагол. Так как глаголы спрягаются в числе и лице как субъекта, так и объекта, то глагол фактически и является клаузой. Клаузы, в которых все члены представлены независимыми именными конструкциями, довольно редки. Приведённые примеры демонстрируют возможность опущения данных глагольных аргументов.
Непереходная клауза без именного дополнения:
Sini-ppoq «Он(а) спит».
спать-3p/IND
Непереходная клауза с именным дополнением:
Angut sinippoq «Мужчина спит».
мужчина. ABS спать-3p/IND
Переходная клауза без выраженных аргументов:
Asa-vaa «Он(а) любит его/её».
любить-3p/3p
Переходная клауза с именной конструкцией-агенсом:
Angut-ip asa-vaa «Мужчина любит его/её».
мужчина-ERG любить-3p/3p
Переходная клауза с именной конструкцией-пациенсом:
Arnaq asa-vaa «Он(а) любит женщину».
женщина. ABS любить-3p/3p

#### Морфосинтаксическое кодирование
В гренландском грамматические отношения между членами предложения выражаются посредством падежей. Существительные ставятся либо в один из двух прямых, либо в один из шести косвенных падежей.
Так как гренландский — эргативный язык, то там вместо того, чтобы маркировать субъект именительным падежом, а объект винительным, в гренландском агенс переходных глаголов и обладателей маркирован эргативным падежом; падеж абсолютив используется для пациенса переходного глагола и субъекта непереходного. Исследования показывают, что молодёжь, говорящая на калааллисуте, перестаёт использовать эргативность, и этот говор может со временем стать номинативным.
Непереходный:
Qila sini-ppoq «Кила спит».
Кила. ABS спать-3p/IND
Переходный с агенсом и дополнением:
Qila-p nanoq taku-aa «Кила видит медведя».
Кила. ERG медведь-ABS видеть-3p/3p

#### Порядок слов
В переходных клаузах, где и объект и субъект выражены независимыми именными конструкциями, обычный порядок слов — AOXV / SXV, где X — именная конструкция в косвенном падеже. Порядок слов относительно свободен. Тема, выраженная именной конструкцией, в целом именные конструкции обычно встречаются в начале клаузы, а новая или выделенная информация — в конце (обычно это глагол, но также может быть фокальным субъектом или объектом). В разговорной речи «додуманное позже» или разъяснения могут следовать за глаголом, обычно при этом выделяясь более низким тоном.
С другой стороны, именная конструкция характеризуется жёстким порядком слов, вершина предшествует любому модификатору, а обладатель предшествует обладаемому.
В клаузах с глаголами-связками порядок слов обычно «субъект-связка-объект»:
Qilap tujuuluk pisiaraa «Кила купила свитер».
Кила свитер купил(а)
A O V
Атрибут находится после главного существительного:
Mitekpp tujuuluk tungujortoq pisiaraa «Кила купила синий свитер».
Кила свитер синий купил
A O X V
Атрибут инкорпорированного существительного стоит после глагола:
Qila sanasuuvoq pikkorissoq «Кила — умелый плотник».
Кила плотник.являться умелый
S V APP

#### Сочинение и подчинение
Синтаксическое сочинение и подчинение оформляется соединением предикатов в наклонениях высшего порядка (изъявительное, вопросительное, повелительное, желательное) с предикатами в наклонениях низшего (условное, контемпоративное и партиципное). Контемпоративное наклонение может иметь как сочинительные, так и подчинительные функции в зависимости от контекста. Относительный порядок главного предложения и его подчинённого относительно свободен.

#### Четвёртое лицо
В гренландском имеется различие, называющееся обвиатив или switch-reference. Имеется особое так называемое четвёртое лицо, использующееся для указания на субъект подчинённого глагола, стоящий в третьем лице, или обладателя существительного, которое тождественно по референту субъекту в третьем лице матричной клаузы. Ниже приведены примеры отличий между третьим и четвёртым лицом:
Illu-a taku-aa — «Он увидел его (другого человека) дом»;
дом-3POSS видеть-3p/3p
Illu-ni taku-aa «Он увидел свой дом»;
дом-4POSS видеть-3p/3p
Ole oqar-poq tillu-kkiga «Оле сказал, что я ударил его (другого человека)»;
Оле говорить-3p ударить-I/3p
Ole oqar-poq tillu-kkini «Оле сказал, что я ударил его (Оле)»;
Оле говорить-3p ударить-I/4p
Eva iser-uni sini-ssaa-q «Когда Эва придёт, она поспит»;
Эва приходить.в-4p спать-ожидание-3p
Eva iser-pat sini-ssaa-q «Когда Эва придёт, она (или он; кто-то ещё) поспит».
Эва приходить.в-3p спать-ожидание-3p

#### Неопределённые конструкции
В гренландском нет категории определённости. Согласно некоторым исследователям, морфология, относящаяся к переходности (к примеру, использование антипассива или непереходного объекта) несёт значение определённости наряду с инкорпорированием существительных в нетопиковых именных конструкциях. Эта точка зрения не общепринята.
Активный:
Piitap arfeq takuaa «Питер видел [этого] кита».
Питер-ERG кит смотреть
Антипассив:
Piitaq arfermik takuvoq «Питер видел [какого-то] кита».
Питер-ABS кит-INSTR смотреть

## Лексика

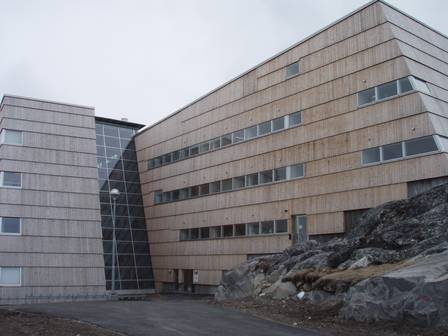
За орфографию и словари гренландского языка отвечает языковой совет Oqaasileriffik, расположенный в корпусе Гренландского университета Ilimmarfik в Нууке.

Лексика гренландского языка, в основном, была унаследована от общего с другими эскимосо-алеутскими предками, однако имеется значительный пласт заимствований, особенно из датского. Ранние заимствования изменялись в соответствии с гренландской фонетикой (например, palasi «священник» — от датского præst). Тем не менее, из-за способности гренландского языка к словообразованию путём аффиксов, слова для многих новых для гренландцев концепций были составлены из имеющихся корней, а не заимствованы (например, qarasaasiaq «компьютер», буквально — «искусственный мозг»). Гренландский словарь базируется на небольшом количестве корней, от которых произошли крупные «словарные гнёзда». К примеру, корень «язык (орган)», oqaq, используется в следующих словах:
- oqarpoq «говорит»;
- oqaaseq «слово»;
- oqaluppoq «разговаривает»;
- oqaasilerisoq «лингвист»;
- oqaasilerissutit «грамматика»;
- oqaluttualiorto «автор»;
- oqaasipiluuppaa «поучает его»;
- oqaloqatigiinneq «беседа»;
- oqaatiginerluppaa «говорит о нём плохо».

Между гренландскими диалектами иногда имеются значительные лексические отличия, что объясняется древней практикой заменять табуированные слова, как например имена умерших. Так как людей часто называли словами, означавшими вещи, слова для вещей менялись, усугубляя различия.

## Образец текста
Статья 1 Всеобщей декларации прав человека:

Inuit tamarmik inunngorput nammineersinnaassuseqarlutik assigiimmillu ataqqinassuseqarlutillu pisinnaatitaaffeqarlutik. Silaqassusermik tarnillu nalunngissusianik pilersugaapput, imminnullu iliorfigeqatigiittariaqaraluarput qatanngutigiittut peqatigiinnerup anersaavani.
Перевод:

Все люди рождаются свободными и равными в своём достоинстве и правах. Они наделены разумом и совестью и должны поступать в отношении друг друга в духе братства.

## Гренландская Википедия
Существует раздел Википедии на гренландском эскимосском языке (Kalaallisut) («Гренландская Википедия»), первая правка в нём была сделана в 2003 году. По состоянию на 10:21 (UTC) 16 июля 2025 года раздел содержит 248 статей (общее число страниц — 2281); в нём зарегистрировано 15 114 участников, трое из них имеют статус администратора; 15 участников совершили какие-либо действия за последние 30 дней; общее число правок за время существования раздела составляет 76 284.

## Комментарии
1. ↑  According to the Namminersornerullutik Oqartussat / Grønlands Hjemmestyres (Greenlands Home, official website): " Language. The official languages are Greenlandic and Danish… Greenlandic is the language [that is] used in schools and [that] dominates in most towns and settlements ". アーカイブされたコピー. Дата обращения: 13 декабря 2008. Архивировано 27 февраля 2009 года.
2. ↑  Увулярный носовой [ɴ] встречается не во всех диалектах (Rischel 1974:176-181)
3. ↑  В английском языке в среднем в слове чуть больше одной морфемы
4. ↑  В данной статье используются следующие сокращения: IND: изъявительное наклонение, INT: непереходный, TR: переходный, ABS абсолютив, I: 1-е лицо, единственное число, WE: 1-е лицо, множественное число, YOU: 2-е лицо, 3p: 3-е лицо, 4p: рефлексивное или обвиативное лицо, ERG: эргативный падеж, CONT: нефинитная форма для обозначения одновременности, POSS: обладатель, INSTR: инструментальный падеж, NEG: отрицание, INTERR: вопросительное наклонение, IMP: повелительное наклонение, OPT: оптативное наклонение, COND: условное наклонение, CAU: причинностное наклонение, PL: множественное число. Имеются аффиксы, точное значение которых является предметом споров; их значение может быть понято из контекста: -SSA (будущее время/ожидание), -NIKUU и -SIMA.
5. ↑  В глоссах гренландского аббревиатура «3p» означает третье лицо единственного числа без указания пола
6. ↑  Аббревиатура «4p» означает 4-й или рефлексное лицо